# Transporte ferroviário na Turquia

Mapa da rede ferroviária turca

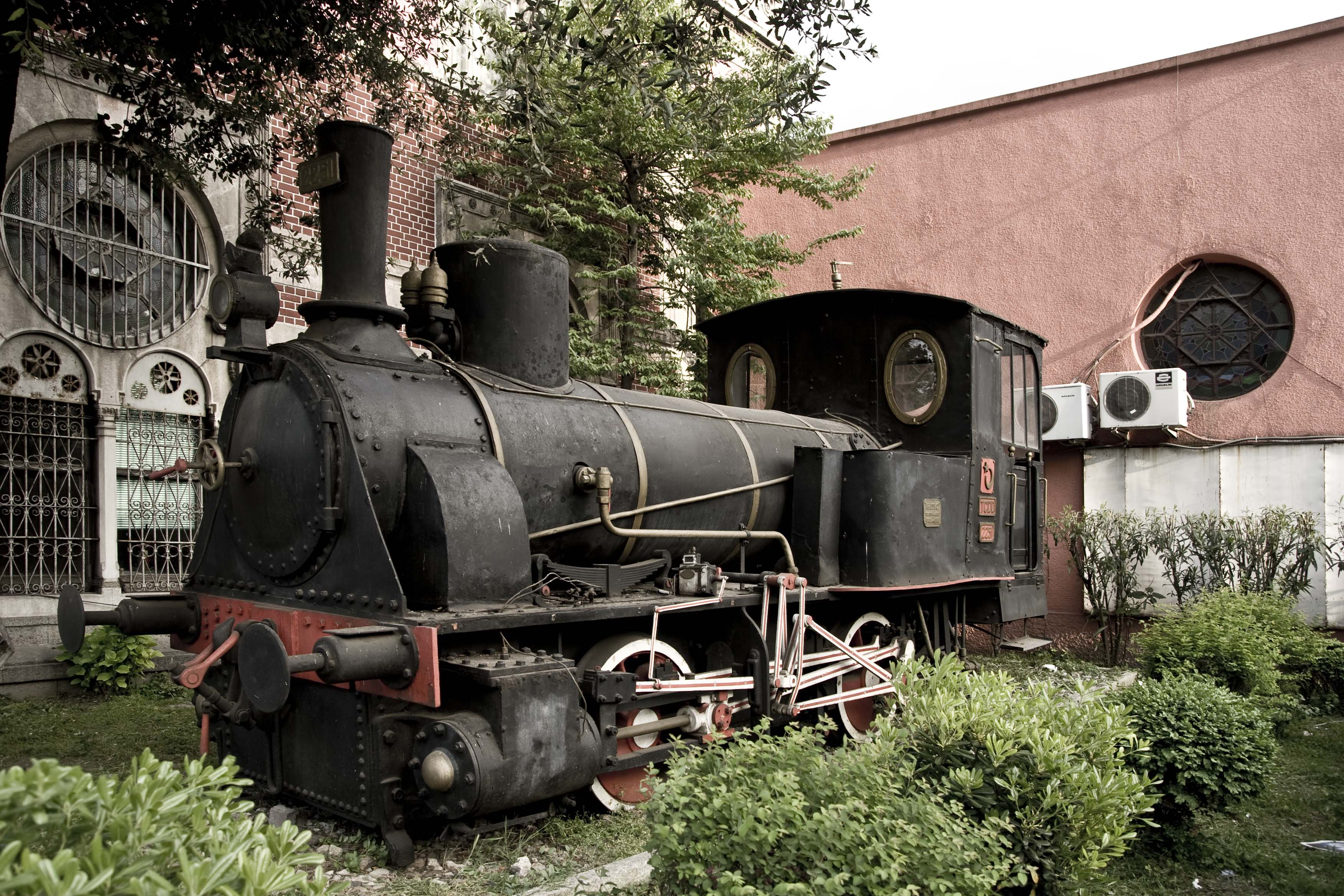
Locomotiva a vapor na Estação de Sirkeci, Istambul, o antigo terminal do Expresso do Oriente

Os transportes ferroviários na Turquia são administrados pela empresa estatal Caminhos de Ferro da República da Turquia (Türkiye Cumhuriyeti Devlet Demiryolları, TCDD). A rede ferroviária turca tinha, em 2008, 10 991 km de extensão e a TCDD empregava 24 774 funcionários.
A primeira linha de comboios turca começou a ser construída em 1856 e ligava Esmirna a Aidim. A TCDD foi fundada em 1927 para gerir os caminhos de ferro do recém-extinto Império Otomano que ficaram nos limites das fronteiras da nova república.  Quando foi criada a TCDD a sua rede tinha 5 500 km.
Toda a rede ferroviária turca usa a bitola de 1,435 m. Em 2008,  2 308 km (21%) das linhas estavam eletrificadas (25 Kv, 50 Hz); 95% da rede era de via única, 69% tinha travessas de betão e 28% estava sinalizada.
As cidades de Ancara, Istambul, Esmirna, Bursa e Adana têm metropolitano.

## Principais linhas
Uma das linhas eletrificadas liga Ancara a Istambul via Esquixequir e İzmit e prossegue via Edirne até ao posto de fronteiriço Kapıkule, na fronteira entre  Turquia e a Bulgária, próximo de Edirne e do ponto comum entre as fronteiras turca, grega e búlgara, o posto fronteiriço terrestre mais movimentado da Europa e o segundo mais movimentado do mundo. Outra das linas eletrificadas liga Divriği, na província de Sivas, a İskenderun. Apesar e, à exceção de Antália, a generalidade das maiores cidades serem servidas por ferrovia, há extensas partes do território turco onde isso não acontece, como são os casos das faixas costeiras do Mar Negro, da costa mediterrânica a oeste de Mersim e das fronteiras orientais e sudeste, à exceção da zona de Vã e de Carse.

### Linhas em construção ou em projeto
O investimento da TCDD em 2007 foi de 1 286 milhões de dólares $US, equivalente a 42% do investimento total em transportes a nível nacional. Entre as obras ferroviárias em fase de construção ou de projeto em 2008, destacavam-se 2 297 km de linhas de alta velocidade, as quais seguirão  praticamente os mesmos percursos dos das linhas já existentes, as quais estão também a ser renovadas. Os comboios de alta velocidade turcos (modelo TCDD HT65000) são fabricados pela empresa espanhola Construcciones y Auxiliar de Ferrocarriles (CAF)  e pelo consórcio turco-sul-coreano EUROTEM (modelos HSR-350x e KTX-II). Os primeiros comboios de alta velocidade provenientes de Espanha chegaram à Turquia a 20 de novembro de 2007.
| Linhas de alta velocidade da Turquia em construção ou projeto em 2008                                                          | Linhas de alta velocidade da Turquia em construção ou projeto em 2008 | Linhas de alta velocidade da Turquia em construção ou projeto em 2008 | Linhas de alta velocidade da Turquia em construção ou projeto em 2008 | Linhas de alta velocidade da Turquia em construção ou projeto em 2008 | Linhas de alta velocidade da Turquia em construção ou projeto em 2008                            |
| Extremidades | Extremidades                                                          | km                                                                    | Duração da viagem                                                     | Previsão de conclusão da construção                                   | Observações                                                                                      |
| --- | --------------------------------------------------------------------- | --------------------------------------------------------------------- | --------------------------------------------------------------------- | --------------------------------------------------------------------- | ------------------------------------------------------------------------------------------------ |
| Istambul | Ancara                                                                | 533                                                                   | 03:00                                                                 | [a]                                                                   |                                                                                                  |
| Ancara | Sivas                                                                 | 460                                                                   | 02:30                                                                 | 2012                                                                  |                                                                                                  |
| Polatlı | Cónia                                                                 | 212                                                                   | 01:00                                                                 | 2009                                                                  | Liga com a linha Istambul-Ancara e o tempo de viagem é referente a Ancara-Cónia                  |
| Polatlı | Esmirna                                                               | 606                                                                   | 03:20                                                                 |                                                                       | Liga com a linha Istambul-Ancara e Ancara-Cónia e o tempo de viagem é referente a Ancara-Esmirna |
| Bursa | Osmaneli (província de Bilecik)                                       | 106                                                                   | 02:20                                                                 |                                                                       | Liga com a linha Istambul-Ancara e o tempo de viagem é referente a Bursa-Ancara e Bursa-Istambul |
| Yerköy (província de Yozgat)                                                                                                   | Kayseri                                                               | 150                                                                   | 02:00                                                                 |                                                                       | Liga com a linha Ancara-Sivas e o tempo de viagem é referente a Ancara-Kayseri                   |
| Halkalı (Küçükçekmece, Istambul)                                                                                               | Kapikule                                                              | 230                                                                   | 01:10                                                                 |                                                                       |                                                                                                  |
| [a] ^ No final de 2008 entrou em funcionamento o troço entre Ancara e Esquixequir da linha de alta velocidade Ancara-Istambul. |                                                                       |                                                                       |                                                                       |                                                                       |                                                                                                  |

Outros grandes projetos ferroviários são:
- A linha Carse — Akhalkalaki — Tiblíssi (Geórgia) — Bacu (Azerbaijão), que implica a construção de 76 km na Turquia e 29 na Geórgia.[2]

- O Marmaray, um sistema ferroviário urbano e suburbano de Istambul que começou a ser construído em 2004 e terá 76,7 km, incluindo um túnel submarino debaixo da extremidade sul do Bósforo com 12,2 km que, em 2008 se previa estar concluído em 2011.[2]

## Ligações internacionais
| País     | Estado        | Região fronteiriça                                                       | Observações                                                                                |
| -------- | ------------- | ------------------------------------------------------------------------ | ------------------------------------------------------------------------------------------ |
| Armênia  | encerrada     | Akyaka, província de Cars                                                | Ver secção seguinte                                                                        |
| Bulgária | aberta        | Kapıkule, província de Edirne                                            |                                                                                            |
| Geórgia  | em construção | Província de Carse                                                       | A bitola do lado georgiano (1,520 m) é diferente da do lado turco (1,435 m)                |
| Grécia   | aberta        | Uzunköprü, província de Edirne                                           |                                                                                            |
| Irão     | aberta        | Kapıköy, distrito de Saray, província de Tekirdağ                        | A travessia do lago de Vã é feita por ferryboat ferroviário                                |
| Iraque   | -             | Apesar de haver fronteira comum, as ligações são feitas através da Síria | Apesar de haver fronteira comum, as ligações são feitas através da Síria                   |
| Síria    | aberta        | Nusaybin, província de Mardin                                            | Nusaybin situa-se a algumas dezenas de km das fronteiras turco-iraquiana e sírio-iraquiana |
| Síria    | aberta        | Islahiye, província de Gaziantep                                         | Liga a Damasco via Alepo                                                                   |

### Ligação com a Arménia e a Geórgia

A rede ferroviária do Império Otomano no início do século XX, durante o reinado do sultão

Atualmente encerrada, desde 1899 que existe uma ligação ferroviária entre a cidade turca de Carse e a cidade arménia de Guiumri, que se prolonga até à capital da Geórgia, Tiblíssi, o que faz dela a única ligação ferroviária entre a Geórgia e a Turquia, já que não há qualquer conexão ferroviária na fronteira turco-georgiana. A linha Carse-Tiblíssi foi a única ligação ferroviária entre a União Soviética e a Turquia e o troço Tiblíssi-Guiumri era uma das duas principais conexões ferroviárias entre a Arménia e as restantes repúblicas soviéticas. Atualmente é uma das ligações vitais da Arménia com o resto do mundo, já que o país não tem acesso ao mar.
A linha Carse-Tiblíssi foi encerrada em 1993, no decurso da Guerra de Nagorno-Karabakh, na qual a Turquia apoiou o Azerbaijão (um país turcófono), e desde aí nunca mais foi reaberta.[carece de fontes?] Em 2005 foi acordado ligar por ferrovia Carse e a cidade georgiana de Akhalkalaki e reabilitar as linhas entre Akhalkalaki e Tiblisi e entre esta e a capital azeri, Bacu, ligando dessa forma Carse diretamente às capitais georgiana e azeri. No entanto, muitos países, nomeadamente os Estados Unidos e a União Europeia têm-se manifestado indisponíveis para apoiar a construção dessa linha.[carece de fontes?]
A linha Carse–Guiumri–Tiblíssi foi construída no final do século XIX pelo Império Russo, quando foi constituído o Oblast de Carse, na sequência da conquista da região de Carse durante a Guerra russo-turca de 1877–1878. Fazia parte da Linha Transcaucasiana, que ligava o Mar Negro e o Mar Cáspio.

## Comboios internacionais
| Nome                                                             | Nome em português      | Percurso |
| Para a Europa                                                    | Para a Europa          | Para a Europa |
| ---------------------------------------------------------------- | ---------------------- | --- |
| Bosfor Ekspresi                                                  | Expresso de Bósforo    | Estação de Sirkeci (Istambul), Kapıkule, Esvilengrado (Bulgária), Dimitrovgrad, Ruse, Bucareste (Roménia) |
| Balkan Ekspresi                                                  | Expresso dos Balcãs    | Segue o mesmo percurso do Bosfor Ekspresi até Dimitrovgrad e daí segue para Sófia (Bulgária), Niš (Sérvia) e Belgrado |
| Dostluk Ekspresi; em grego: Εξπρές Φιλίας, transl.: Expres Filia | Expresso da Amizade    | Sirkeci (Istambul), Uzunköprü, Pítio (Grécia), Salonica |
| IC 90/91                                                         |                        | Sirkeci (Istambul), Uzunköprü, Pítio (Grécia), Alexandrópolis, Comotini, Xanti, Drama, Serres, Kilkis, Salonica |
| Para ao Médio Oriente e Ásia                                     |                        | |
| Trans-Asya Ekspresi                                              | Expresso Trans-Ásia    | Estação de Haydarpaşa (Istambul), Esquixequir, Ancara, Caiseri, Sivas, Malátia, Elaze, Muxe, Tatevane, Vã (a ligação entre Tatevane e Vã é feita por ferryboat, através do Lago de Vã), Kapıköy, Razi (Irão, província de Ardabil), Tabriz, Teerão |
| Van-Tebriz Treni                                                 | Comboio Vã-Tabriz      | Haydarpaşa (Istambul), Vã, Özalp, Kapıköy, Razi, Salmas (província do Azerbaijão Ocidental do Irão), Tabriz |
|                                                                  | Comboio Teerão-Damasco | Teerão (Irão), Tabriz, Razi (Turquia), Kapıköy, Vã, Tatevane, Muxe, Elaze, Malátia, Fevezipaxa (Gaziantepe), Islahiye, Meydanekbez, Alepo (Síria), Damasco                                                                                         |
| Serviços descontinuados                                          |                        | |
| Toros Ekspresi (descontinuado em 2009)                           | Expresso do Tauro      | Haydarpaşa (Istambul), Esquixequir, Kütahya, Afyonkarahisar, Cónia, Adana, Fevzipaşa, Islahiye, Meydanekbez, Alepo (Síria), Damasco |
| (suspenso temporariamente em março de 2003)                      | Gaziantep-Bagdade      | Gaziantepe, Karkamış, Akçakale, Ceylanpınar, Şenyurt, Nusaybin, Al-Qamishli (distrito de Al-Hasakah, na Síria), Rebia (na província de Nínive, Iraque), Mossul, Bagdade                                                                            |

## Fábricas e oficinas de material circulante

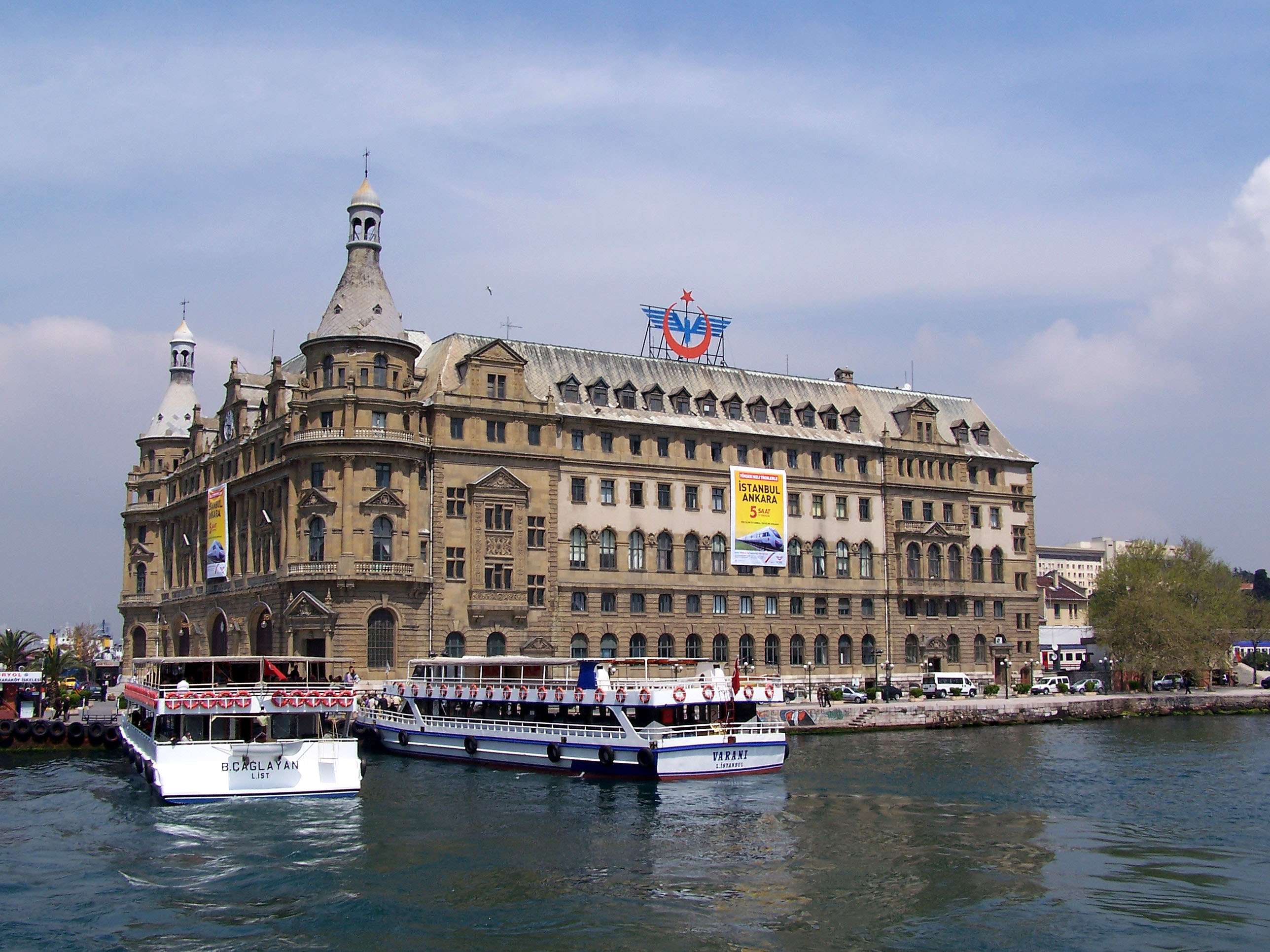
A Estação de Haydarpaşa (Haydarpaşa Garı), em Kadıköy, na parte asiática de Istambul, inaugurada em 1872. Era o terminal das linhas de Bagdade e do Hejaz, que ligava Istambul a Damasco e a Medina.

Em 2007 começou a funcionar a fábrica de material ferroviário da EUROTEM em Adapazarı. A EUROTEM, também chamada Hyundai EURotem, é uma parceria entre a construtora sul-coreana de material circulante (carruagens, vagões e locomotivas) Hyundai Rotem e a construtora turca TÜVASAŞ (Türkiye Vagon Sanayi), subsidiária da TCDD. Além desta nova fábrica, existem mais três fábricas de material circulante na Turquia, todas subsidiárias da TCDD:
- A TÜVASAŞ, em Adapazarı, que repara carruagens desde 1951, fabrica carruagens desde 1962 e locomotivas desde 1971. Nos últimos anos produz também comboios metropolitanos, tanto convencionais como de superfície.[9]

- A TÜLOMSAŞ, em Esquixequir, fundada em 1894 para reparações das locomotivas alemãs da linha Anatólia-Bagdade;

- A TÜDEMSAŞ, em Sivas, fundada em 1939.

Além destas fábricas, participadas pela TCDD, em 2008 esta empresa administrava diretamente fábricas oficinas de material ferroviário em Ancara, Sivas, Afyon,  e Çankırı.